# Zlatni stafilokok
Zlatni stafilokok (lat.Staphylococcus aureus), gram pozitivna bakterija iz roda Staphylococcus. U rodu Staphylococcus se nalazi više vrsta bakterija, no za humanu medicinu najznačajniji su S. aureus, S. epidermidis i S. saprofiticus. Te vrste stafilokoka široko su rasprostranjene u prirodi, kao normalna flora čovjeka, mnogih sisavaca i ptica. U čovjeka se najčešće nalaze u nosu i na površini kože.
S. aureus, kao i ostale vrste stafilokoka, spadaju u relativno otporne bakterije, i u vanjskoj sredini mogu preživjeti neko vrijeme. Mogu se naći i u zraku u zatvorenim prostorijama, u prašini i u drugim namirnicama. Ime je dobio po žuto-zelenoj boji njegovih kolonija. 

## Bolesti
S. aureus je patogen i izaziva mnošto različitih infekcija i intoksikacija, počevši od manjih infekcija kože (furunkul, karbunkul, infekcija rane itd), pa do teških bolesti poput sepse, upale pluća, apscesa, sindroma toksičnog šoka itd. Sve ove bolesti zajedničkim imenom nazovamo stafilokokoze. 
Najčešće uzrokuju lokalne infekcije na koži (furunkul, karbunkul, impetigo), a vrlo su česte i postoperativne infekcije kirurških rana i opekotina. Iz svakog se lokalnog žarišta, u ovisnosti od odnosa virulencije i otpornosti organizma mogu krvlju ili limfom proširiti po čitavom organizmu ili u razna druga tkiva i organe. Tako mogu izazvati sepsu, osteomijelitis, endokarditis, upalu zglobova, upalu pluća ili gnojni meningitis.
Stafilokoki mogu uzrokovati i infekcije sluznica kao što je upala krajnika, sinusa i spojnice oka. Rjeđe izazivaju infekcije urogenitalnog i probavnog trakta.
U novorođenčadi i male djece mogu uzrokovati generalizirane infekcije kože (dermatitis exfolijativa, pemphigus neonatorum).
Nadalje, stafilokoki djelovanjem svojih toksina izazivaju trovanje hranom koje nastaje kada čovjek unese u organizam zagađenom hranom veliku količinu bakterija i njihovih toksina. Namirnice se mogu zagaditi tijekom prerade, distribucije ili pripreme hrane. Znakovi bolesti javljaju se ubrzo nakon konzumiranja onečišćene hrane i karakterizirani su mučninom, povraćanjem i prostracijom.